# Saintry-sur-Seine
Saintry-sur-Seine is een gemeente in het Franse departement Essonne (regio Île-de-France) en telt 4979 inwoners (2005). De plaats maakt deel uit van het arrondissement Évry en is een van gemeenten van de nieuwe stad Sénart.

## Geografie
De oppervlakte van Saintry-sur-Seine bedraagt 3,3 km², de bevolkingsdichtheid is 1508,8 inwoners per km².
De onderstaande kaart toont de ligging van Saintry-sur-Seine met de belangrijkste infrastructuur en aangrenzende gemeenten.

## Demografie
Onderstaande figuur toont het verloop van het inwonertal (bron: INSEE-tellingen).